# Naumbai
Naumbai is een bestuurslaag in het regentschap Kampar van de provincie Riau, Indonesië. Naumbai telt 1766 inwoners (volkstelling 2010).